# Nordic Open
Nordic Open var en golfturnering, der blev spillet på Simon's Golf Club i Humlebæk den 7.-10. august 2003. Det var den første afdeling af PGA European Tour, der er blevet spillet i Danmark. Turneringen blev vundet af Ian Poulter foran Colin Montgomerie med bl.a. Søren Hansen på tredjepladsen.
Arrangementet blev dog en økonomisk fiasko for arrangørerne, der gik konkurs efter et millionunderskud.